# المدرسة اليابانية في جاكرتا

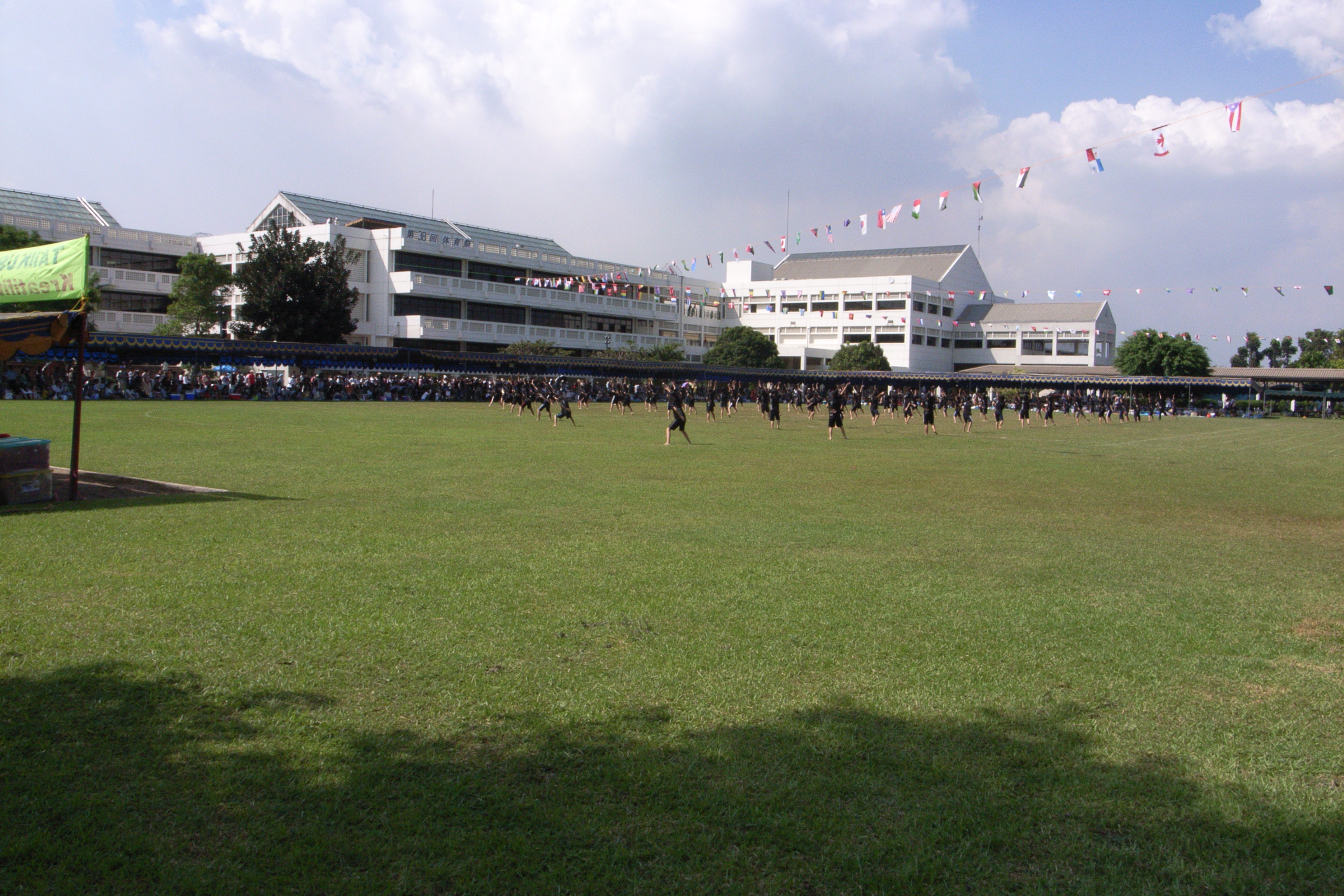
ساحة المدرسة اليابانية في العاصمة الإندونيسية جاكرتا

المدرسة اليابانية في جاكرتا (بالإندونيسية: Sekolah Jepang Jakarta)(باليابانية: ジャカルタ日本人学校)، هي مؤسسة تعليمية مخصصة لأبناء الجالية اليابانية في المقيمة في العاصمة الإندونيسية جاكرتا.

## وصلات خارجية
- Jakarta Japanese School (باليابانية)
- Jakarta Japanese School (باليابانية) (Archive)